# Mounds View
Mounds View ist eine Kleinstadt (mit dem Status „City“) im Ramsey County im Osten des US-amerikanischen Bundesstaates Minnesota. Im Jahr 2020 hatte Mounds View 13.249 Einwohner.
Mounds View ist Bestandteil der Metropolregion Minneapolis–Saint Paul.

## Geografie
Mounds View liegt im nördlichen Vorortbereich der Städte Minneapolis und Saint Paul auf 45°06′18″ nördlicher Breite und 93°12′31″ westlicher Länge und erstreckt sich über 10,67 km².
Benachbarte Orte von Mounds View sind Blaine (an der nördlichen Stadtgrenze), Lexington (6,9 km nordöstlich), Shoreview (an der östlichen Stadtgrenze), Arden Hills (an der südöstlichen Stadtgrenze), New Brighton (an der südlichen Stadtgrenze) und Spring Lake Park (an der westlichen Stadtgrenze).
Das Stadtzentrum von Minneapolis liegt 17,3 km in südsüdwestlicher Richtung; das Zentrum von Saint Paul, der Hauptstadt von Minnesota, befindet sich 26,1 km südöstlich.

## Verkehr
Die östliche Stadtgrenze wird durch den westlichen Zweig der Interstate 35, die die schnellste Verbindung von Saint Paul nach Duluth nahe der Grenze zu Kanada bildet. Auf der gleichen Strecke verläuft hier der U.S. Highway 10. Die nördliche Stadtgrenze wird von der Minnesota Stat Route 32 gebildet. Alle weiteren Straßen sind untergeordnete Fahrwege oder innenstädtische Verbindungsstraßen.
Mit dem Anoka County-Blaine Airport befindet sich jenseits der nördlichen Stadtgrenze ein kleiner Flugplatz. Der nächstgelegene Großflughafen ist der 30,2 km südlich gelegene Minneapolis-Saint Paul International Airport.

## Geschichte
Die Township of Mounds View wurde am 11. Mai 1858 gegründet, dem Tag, an dem der Staat Minnesota in die Union aufgenommen wurde.
Für rund einhundert Jahre war das Township ländlich und verstreut besiedelt.
Der Name Mounds View rührt von den Hügeln her, die im Nordwesten des heutigen Stadtgebiets liegen und von denen man den Großteil des Gebiets überblicken konnte.
Im Jahr 1958 entschied die Mehrheit der Bevölkerung der Township, das selbstständige Village of MoundsView zu gründen. Im Jahr 1973 wurde Mounds View – wie allen selbständigen Kommunen in Minnesota – der Status „City“ verliehen.

## Demografische Daten
Nach der Volkszählung im Jahr 2010 lebten in Mounds View 12.155 Menschen in 4954 Haushalten. Die Bevölkerungsdichte betrug 1139,2 Einwohner pro Quadratkilometer. In den 4954 Haushalten lebten statistisch je 2,45 Personen.
Ethnisch betrachtet setzte sich die Bevölkerung zusammen aus 81,3 Prozent Weißen, 5,5 Prozent Afroamerikanern, 0,8 Prozent amerikanischen Ureinwohnern, 7,0 Prozent Asiaten, 0,1 Prozent Polynesiern sowie 2,3 Prozent aus anderen ethnischen Gruppen; 3,1 Prozent stammten von zwei oder mehr Ethnien ab. Unabhängig von der ethnischen Zugehörigkeit waren 5,0 Prozent der Bevölkerung spanischer oder lateinamerikanischer Abstammung.
23,1 Prozent der Bevölkerung waren unter 18 Jahre alt, 64,3 Prozent waren zwischen 18 und 64 und 12,6 Prozent waren 65 Jahre oder älter. 49,9 Prozent der Bevölkerung war weiblich.
Das mittlere jährliche Einkommen eines Haushalts lag bei 62.431 USD. Das Pro-Kopf-Einkommen betrug 27.282 USD. 6,2 Prozent der Einwohner lebten unterhalb der Armutsgrenze.